# Pekbruine bosloper
De pekbruine bosloper of pekloopkever (Molops piceus) is een keversoort uit de familie van de loopkevers (Carabidae). De wetenschappelijke naam van de soort werd in 1793 gepubliceerd door Georg Wolfgang Franz Panzer.